# 조두순 (1796년)
조두순(趙斗淳, 1796년 ~ 1870년)은 조선의 문신이다. 자는 원칠(元七), 호는 심암(心菴), 본관은 양주이며 조병갑의 백부다.

## 생애
순조 때 문과에 급제하여 규장각 대교를 거쳐 대사성·부제학·이조참의에 이르렀다. 1835년 동지부사로 청에 다녀왔으며, 그 후 예조참판·이조참판·황해도 관찰사·한성부 판윤 등을 지냈다.
1849년 예문관 대제학이 되어 《헌종실록》 편찬에 참여하였으며, 그 후 공조판서, 형조판서, 병조판서, 예조판서, 호조판서, 이조판서를 거쳐서 우의정, 좌의정에까지 올랐다.
1862년 삼정의 문란으로 백성들에 대한 가혹한 착취가 계속되어 각지에서 민란이 일어나자, 이정청을 설치하여 총재관이 되어 삼정의 개혁에 전력하였다.
1863년 철종이 후사 없이 죽자 이명복(후의 고종)의 추대를 적극 주장하여 조대비와 흥선대원군의 절대적인 신임을 얻었다.
1864년 《철종실록》의 편찬 총재관이 되었으며 이듬해 영의정이 되어 《대전회통》을 편찬하였다. 삼군부를 부활시키고 경복궁 영건도감 도제조를 지냈다. 흥선대원군의 명을 받아 천주교 탄압과 경복궁 중건에 앞장섰다. 시호는 문헌(文獻)이다.

## 저서
- 《심암집》

## 가족 관계
- 현조부 : 조태채(趙泰采, 1660년 ~ 1722년)
- 현조모 : 청송 심씨
- 고조부 : 조정빈(趙鼎彬, 1681년 ~ ?)
  - 증조부: 조영극(趙榮克)
    - 조부: 조종철(趙宗喆, 1737년 ~ ?)
      - 아버지: 조진익(趙鎭翼, 1762년 ~ ?)
      - 어머니: 반남 박씨, 박종악의 딸
        - 동생: 조태순(趙台淳, 1798년 ~ ?) - 조진우(趙鎭愚)에게 입양.
        - 동생: 조규순(趙奎淳, 1799년 ~ ?)
          - 양자: 조병섭(趙秉燮) - 생부는 조규순
          - 양자: 조병집(趙秉集) - 생부는 조태순
            - 손자: 조동희(趙同熙) - 생부는 조병섭

      - 숙부: 조진정(趙鎭靖)
      - 숙부 : 조진민(趙鎭敏)
      - 숙부 : 조진강(趙鎭剛, 1775년 ~ ?) - 숙조부 조의철(趙宜喆)에게 입양.

    - 숙조부 : 조인철(趙寅喆)
    - 숙조부 : 조헌철(趙憲喆, 1742년 ~ ?)
    - 숙조부 : 조의철(趙宜喆, 1745년 ~ ?)
    - 숙조부 : 조우철(趙宇喆)
- 숙고조부 : 조관빈(趙觀彬, 1691년 ~ 1757년)
- 숙고조부 : 조겸빈(趙謙彬)

## 참고 문헌
- 이 문서에는 다음커뮤니케이션(현 카카오)에서 GFDL 또는 CC-SA 라이선스로 배포한 글로벌 세계대백과사전의 내용을 기초로 작성된 글이 포함되어 있습니다.